# Bell 204/205
Bell 204 in 205 sta civilni verzija helikopterja Bell UH-1 Iroquois. Uporabljajo se za transport potnikov ali tovora, zračno gašenje požarov, policijsko delo, škropljenje polj in marsikje drugje. 
Bell je zasnoval Model 204 po zahtevi Ameriške vojske iz leta 1955 za večnamenski helikopter. 204 je bil velik korak naprej od tedanjih helikopterjev in je bil eden izmed prvih helikopterjev s turbogrednim motorjem. Turbogredni motor je precej lažji, ima veliko razmerje moč/teža, je bolj zanesljiv in lažji za vzdrževanje.
Prvega civilnega 204B so dostavili leta 1961. Zgradili so več kot 12000 helikopterjev. Helikopter so proizvajali tudi licenčno pri italijanski Agusti.

## Specifikacije(204B)
Podatki iz The International Directiory of Civil Aircraft
Splošne karakteristike
- Posadka: 1-2
- Število sedežev: 8-9 potnikov ali 1360 kg tovora
- Dolžina: 41 ft 8 in (12,69 m)
- Premer rotorja: 48 ft 0 in (14,63 m)
- Višina: 14 ft 7 in (4,5 m)
- Površina rotorjev: 1808 ft² (168,0 m²)
- Teža praznega letala: 4600 lb (2085 kg)
- Naložena teža: lb (kg)
- Uporaben tovor: lb (kg)
- Maks. vzletna teža: 9500 lb (4310 kg)
- Pogon letala: 1 ×  turbogredni motor Lycoming T53-L-11A, 1100 KM (820 kW)

 Zmogljivost 
- Neprekoračljiva hitrost: vozlov (mph,  km/h)
- Maks. hitrost: 120 vozlov (135 mph, 220 km/h)
- Potovalna hitrost: 111 vozlov (125 mph, 205 km/h)
- Hitrost porušitve vzgona: knots (mph,  km/h)
- Doseg: 300 nm (milj, 533 km)
- Višina leta: 19390 ft (5910 m)
- Hitrost vzpenjanja: 1755 ft/min (8,9 m/s)
- Obremenitev rotorja: lb/ft² (kg/m²)
- Razmerje moč/teža: hp/lb (W/kg)